# Neolimonia amazonica
Neolimonia amazonica är en tvåvingeart som först beskrevs av Alexander 1920.  Neolimonia amazonica ingår i släktet Neolimonia och familjen småharkrankar. Inga underarter finns listade i Catalogue of Life.